# Chips Moman
Chips Moman, nome artístico de Lincoln Wayne Moman, (La Grange, 12 de junho de 1937 – La Grange, 13 de junho de 2016) foi um produtor musical, compositor e guitarrista estadunidense. Ajudou a produzir alguns álbuns de Elvis Presley, entre os quais From Elvis in Memphis (1969) e Let's Be Friends (1970). 
Como compositor, co-escreveu hits para Aretha Franklin, "Do Right Woman" (1967), James Carr, "Dark End of The Street" (1966), e Waylon Jennings, "Luckenbach, Texas" (1977). 
Morreu em 13 de junho de 2016, aos 79 anos. 